# Società Ginnastica Andrea Doria
La Società Ginnastica Andrea Doria és un club gimnàstic de la ciutat de Gènova (Itàlia). Destacà a la primera meitat del segle xx per la seva secció de futbol.

## Història
L'entitat va ser fundada en una sala de l'Scuola Svizzera (escola suïssa) de Gènova el 5 de setembre de 1895 per alumnes que havien marxat de la Società Ginnastica Ligure Cristoforo Colombo. El seu nom fa referència al príncep almirall Andreu Doria. En els seus inicis estava dedicada a la pràctica de la gimnàstica, però ben aviat començà a practicar també el futbol.
La secció de futbol es va inaugurar l'11 d'agost de 1900. Participà en el campionat italià des de 1902.
El 2 de juliol de 1927, per voluntat del règim feixista, la societat es fusionà amb la Sampierdarenese donant vida a una nova entitat anomenada La Dominante, posteriorment anomenada FBC Liguria. Després del descens a la Sèrie C la temporada 1930-31, es desfeu la unió entre els clubs fundadors i renasqué la societat amb el nom d'Associazione Calcio Andrea Doria. En acabar la temporada 1939-40 a la Sèrie C el club es dissolgué, renaixent de nou el 1944 amb l'antic nom de SG Andrea Doria.
El 12 d'agost de 1946 es produí la fusió definitiva entre la Sampierdarenese i l'Andrea Doria que donà vida a la Sampdoria.
La fusió afectà a la secció de futbol i la Società Ginnastica Andrea Doria ha prosseguit la seva activitat poliesportiva fins a l'actualitat amb seccions com gimnàstica, natació, tennis o arts marcials. Entre els esportistes que ha donat l'entitat podem destacar a Paola Cavallino, nedadora de nivell internacional, medalla de plata a l'Europeu i finalista Jocs Olímpics en els 200 metres papallona.

## Jugadors destacats
- Franz Calì 1902-1912
- Luigi Burlando 1918-1920
- Aristodemo Santamaria 1908-1913
- Enrico Sardi 1908-1913